# Alphaville (Timóteo)
Alphaville é um bairro do município brasileiro de Timóteo, no interior do estado de Minas Gerais. Localiza-se no distrito-sede, estando situado na Regional Leste. Segundo o censo demográfico de 2022, realizado pelo Instituto Brasileiro de Geografia e Estatística (IBGE), sua população era de 1 778 habitantes e havia 583 domicílios particulares permanentes ocupados.
De acordo com o IBGE, em 2010 a população era de 1 898 habitantes e havia 554 domicílios particulares.
Foi projetado e financiado pela Acesita (atual Aperam South America) na década de 1990 e está situado em uma região de vizinhança da mata do Parque Estadual do Rio Doce (PERD). Trata-se de um bairro com nível socioeconômico elevado em comparação à média regional, com 100% de sua população atendida pelos serviços de abastecimento de água, coleta de esgoto e energia elétrica.